# Albert Mackey
Albert Gallatin Mackey (Charleston, Južna Karolina, 12. ožujka 1807. – Fort Monroe, Virginija, 20. lipnja 1881.) bio je američki liječnik i pisac, najpoznatiji po svojim djelima i člancima o slobodnom zidarstvu, posebno o međašima slobodnog zidarstva. Kao pristaša očuvanja Unije, sudjelovao je u ustavnoj konvenciji Južne Karoline nakon Američkog građanskog rata, gdje je obnašao dužnost predsjednika tog tijela, te je kasnije obavljao i dužnosti u saveznim institucijama.